# حسن بن عطاش
حسن محمد علي بن عطاش هو مواطن سعودي معتقل لدى الولايات المتحدة في معتقل خليج غوانتانامو في كوبا، يعتقد فريق محللي مكافحة الإرهاب في فرقة العمل المشتركة في غوانتانامو أن بن عطاش ولد عام 1985 في جدة بالمملكة العربية السعودية.
اعتبارًا من يناير 2020، يكون حسن بن عطاش قد قضى أكثر من 15 سنة في غوانتانامو فقط، إذا تم إهمال فترة اعتقاله في باقي السجون قبل الانتقال إلى غوانتانامو، وهو ما زال معتقلًا حتى الآن.
كان عطاش في السابعة عشرة من عمره عندما تم اعتقاله، وفي بعض التقارير أنه كان دون الـ 16 سنة حين تم اعتقاله. واعتقل في البداية في أحد السجون السرية. حسن هو شقيق وليد بن عطاش، الذي وُصف أيضًا بأنه سجين في شبكة السجون السرية التابعة لوكالة الاستخبارات المركزية.

## اهتمام منظمات حقوق الإنسان
أثارت ظروف حسن بن عطاش اهتمام العديد من منظمات حقوق الإنسان، بما في ذلك منظمة العفو الدولية وريبريف وهيومن رايتس ووتش. ووفقًا لرواياتهم فلقد قُبِضَ على حسن بن عطاش في 10 سبتمبر 2002، فقضى وقتًا في السجن المظلم، وأمضى ستة عشر شهرًا في الأردن، حيث عُلِّقَ رأسًا على عقب، وضُرب على باطن قدميه، ووُضع في الماء المالح، حيث خضع لهذا كنوع من الاستجواب، وتزعم المُنظمات الحقوقية أنه لم يتم استجوابه بشأن أي شيء قام به هو نفسه، بل حول نشاط أخيه الأكبر. ويؤكدون أن والده البالغ من العمر 70 عامًا خضع لاستجواب مماثل، ثم تم نقله إلى غوانتانامو في مارس 2003.

## نقله إلى غوانتانامو
أفادت منظمة حقوق الإنسان ريبريف أن سجلات الرحلات الجوية تظهر أن اثنين من المعتقلين أحدهما يُدعى شرقاوي والآخر هو حسن بن عطاش نُقلوا جواً من كابل في سبتمبر 2002، على متن الطائرة N379P، وهي طائرة يُشتبه في أنها جزء من أسطول الأشباح التابع لوكالة الاستخبارات المركزية. وأظهرت سجلات الطيران أن الطائرة غادرت في الأصل من دييغو غارسيا، وتوقفت في المغرب والبرتغال ثم كابل قبل أن تهبط في خليج غوانتانامو.